# Armario relicario de Fuendetodos
Se trata de la primera obra reconocida unánimemente realizada hacia 1762-1763 por Francisco de Goya (Fuendetodos, provincia de Zaragoza, 30 de marzo de 1746-Burdeos, Francia, 16 de abril de 1828).
La pieza se perdió durante la Guerra Civil Española, y sólo se conoce por fotografías de archivo. El armario cerrado presentaba una imagen de la Virgen del Pilar. Al abrir las puertas se nos mostraban sendas iconografías de la Virgen del Carmen y de San Francisco de Paula. 
De acuerdo con Rogelio Buendía, esta obra guardaría relación con la Ascensión de la Virgen y San Iñigo.